# Menhir de Camarel
Le menhir de Camarel, appelé aussi Roche Bagot ou menhir de la Belle-Église, est situé à Plouëc-du-Trieux dans le département français des Côtes-d'Armor.

## Description
Le menhir mesure 2,50 m de hauteur pour 2,20 m de largeur et 1,40 m d'épaisseur. Il est en gneiss à amphiboles. Désormais incliné de 40°, il devait à l'origine mesurer près de 3,20 m de hauteur. Il comporte une rainure d'origine anthropique.